# Fosses (Val-d'Oise)
Fosses és un municipi francès, situat al departament de Val-d'Oise i a la regió d'Illa de França. L'any 2007 tenia 9.701 habitants.
Forma part del cantó de Fosses, del districte de Sarcelles i de la Comunitat d'aglomeració Roissy Pays de France.

## Demografia

### Població
El 2007 la població de fet de Fosses era de 9.701 persones. Hi havia 3.244 famílies, de les quals 586 eren unipersonals (217 homes vivint sols i 369 dones vivint soles), 771 parelles sense fills, 1.542 parelles amb fills i 345 famílies monoparentals amb fills.
La població ha evolucionat segons el següent gràfic:
Habitants censats

### Habitatges
El 2007 hi havia 3.487 habitatges, 3.357 eren l'habitatge principal de la família, 19 eren segones residències i 111 estaven desocupats. 2.761 eren cases i 721 eren apartaments. Dels 3.357 habitatges principals, 2.609 estaven ocupats pels seus propietaris, 675 estaven llogats i ocupats pels llogaters i 73 estaven cedits a títol gratuït; 27 tenien una cambra, 216 en tenien dues, 506 en tenien tres, 1.179 en tenien quatre i 1.430 en tenien cinc o més. 2.693 habitatges disposaven pel capbaix d'una plaça de pàrquing. A 1.725 habitatges hi havia un automòbil i a 1.278 n'hi havia dos o més.

### Piràmide de població
La piràmide de població per edats i sexe el 2009 era:
| Homes | Edats   | Dones |
| ----- | ------- | ----- |
| 0     | 95 o +  | 4     |
| 4     | 90 a 94 | 28    |
| 8     | 85 a 89 | 16    |
| 16    | 80 a 84 | 48    |
| 60    | 75 a 79 | 104   |
| 68    | 70 a 74 | 68    |
| 160   | 65 a 69 | 108   |
| 180   | 60 a 64 | 192   |
| 296   | 55 a 59 | 236   |
| 376   | 50 a 54 | 436   |
| 328   | 45 a 49 | 356   |
| 412   | 40 a 44 | 432   |
| 408   | 35 a 39 | 436   |
| 352   | 30 a 34 | 372   |
| 380   | 25 a 29 | 360   |
| 328   | 20 a 24 | 336   |
| 408   | 15 a 19 | 424   |
| 428   | 10 a 14 | 452   |
| 348   | 5 a 9   | 356   |
| 332   | 0 a 4   | 264   |

## Economia
El 2007 la població en edat de treballar era de 6.634 persones, 4.985 eren actives i 1.649 eren inactives. De les 4.985 persones actives 4.577 estaven ocupades (2.352 homes i 2.225 dones) i 409 estaven aturades (209 homes i 200 dones). De les 1.649 persones inactives 546 estaven jubilades, 715 estaven estudiant i 388 estaven classificades com a «altres inactius».

### Ingressos
El 2009 a Fosses hi havia 3.357 unitats fiscals que integraven 9.812 persones, la mediana anual d'ingressos fiscals per persona era de 20.442 €.

### Activitats econòmiques
Dels 245 establiments que hi havia el 2007, 3 eren d'empreses alimentàries, 1 d'una empresa de fabricació de material elèctric, 1 d'una empresa de fabricació d'altres productes industrials, 36 d'empreses de construcció, 58 d'empreses de comerç i reparació d'automòbils, 27 d'empreses de transport, 14 d'empreses d'hostatgeria i restauració, 14 d'empreses d'informació i comunicació, 7 d'empreses financeres, 13 d'empreses immobiliàries, 29 d'empreses de serveis, 30 d'entitats de l'administració pública i 12 d'empreses classificades com a «altres activitats de serveis».
Dels 76 establiments de servei als particulars que hi havia el 2009, 1 era una gendarmeria, 1 oficina de correu, 5 oficines bancàries, 1 funerària, 3 tallers de reparació d'automòbils i de material agrícola, 1 taller d'inspecció tècnica de vehicles, 1 autoescola, 5 paletes, 6 guixaires pintors, 5 fusteries, 5 lampisteries, 7 electricistes, 4 empreses de construcció, 5 perruqueries, 4 veterinaris, 4 agències de treball temporal, 12 restaurants, 5 agències immobiliàries i 1 tintoreria.
Dels 17 establiments comercials que hi havia el 2009, 5 eren botiges de menys de 120 m², 3 fleques, 3 carnisseries, 1 una botiga de roba, 1 una sabateria, 2 botigues de mobles i 2 floristeries.

## Equipaments sanitaris i escolars
Els 3 equipaments sanitaris que hi havia el 2009 eren farmàcies. El 2009 hi havia 3 escoles maternals i 4 escoles elementals. A Fosses hi havia 1 col·legi d'educació secundària i 1 liceu d'ensenyament general. Als col·legis d'educació secundària hi havia 633 alumnes i als liceus d'ensenyament general 966.

## Poblacions properes
El següent diagrama mostra les poblacions més properes.